# ソニア・ブラガ
ソニア・ブラガ(Sônia Braga, 1950年6月8日 - )はブラジル・パラナ州マリンガ出身の女優。
女優のアリシー・ブラガは姪にあたる。

## 略歴
1960年代に舞台デビューし、1970年代にブラジルのテレビに出演するようになり、ブラジル国内で人気を博す。1985年の『蜘蛛女のキス』でアメリカへも進出。
最近はテレビ出演が多く、『CSI:マイアミ』『セックス・アンド・ザ・シティ』『エイリアス』『LAW & ORDER』などにゲスト出演している。
プライベートではロバート・レッドフォードと交際していた時もあった。

## 主な出演作品
- 未亡人ドナ・フロールの理想的再婚生活 Dona Flor e Seus Dois Maridos (1976)
- 蜘蛛女のキス Kiss of the Spider Woman (1985)
- ミラグロ/奇跡の地 The Milagro Beanfield War (1988)
- パラドールにかかる月 Moon Over Parador (1988)
- ルーキー The Rookie (1990)
- バーニング・シーズン The Burning Season (1994) テレビ映画
- フロム・ダスク・ティル・ドーン3 From Dusk Till Dawn 3: The Hangman's Daughter (2000)
- エンジェル・アイズ Angel Eyes (2001)
- 痛いほどきみが好きなのに The Hottest State (2006)
- ジェシカ・アルバの“しあわせの方程式” An Invisible Sign (2010)
- ワンダー 君は太陽 Wonder（2017）
- バクラウ 地図から消された村 Bacurau（2019）